# Souss

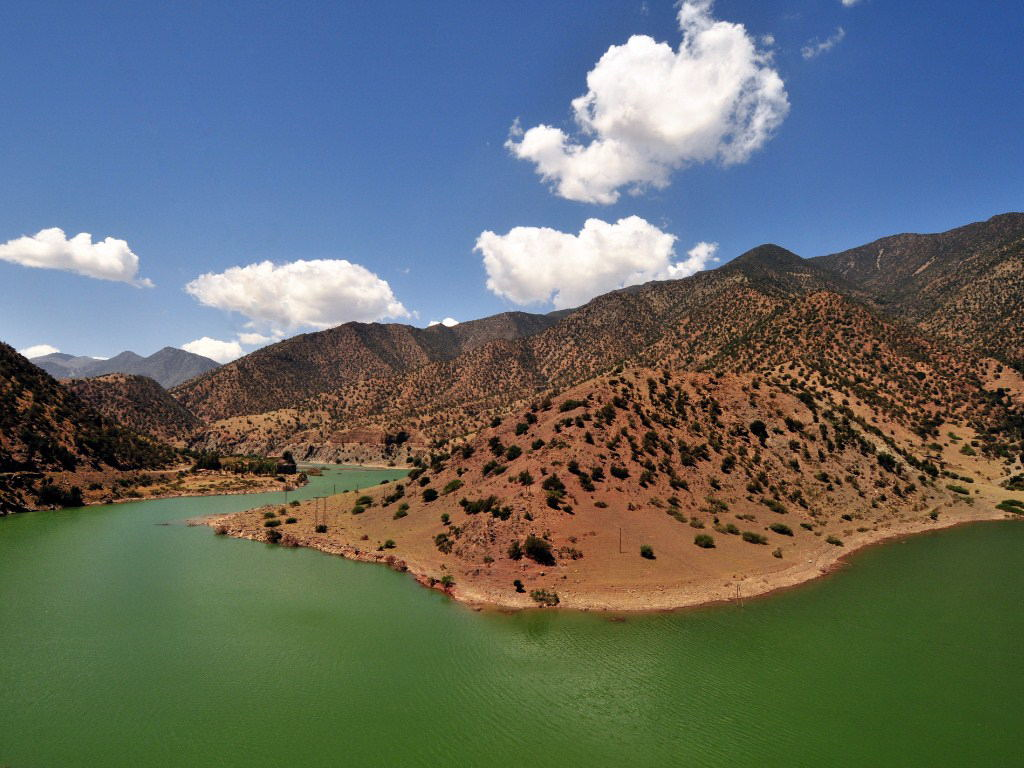
Stausee des Oued Souss bei Taroudannt

Der Oued Souss (arabisch واد سوس; Taschelhit ⴰⵙⵉⴼ ⵏ ⵙⵓⵙ; auch Assif n'Souss oder östlich von Taroudannt Assif Tifnout) ist einer der längsten und wasserreichsten Flüsse Südmarokkos.

## Geografie
Der ca. 190 km lange und vergleichsweise wasserreiche Fluss entspringt im Toubkal-Massiv im Hohen Atlas und verläuft dann in südwestlicher Richtung. Er wird dreimal gestaut – der größte und längste Stausee liegt südlich von Taroudannt – und mündet schließlich etwa 10 km südlich von Agadir bzw. 8 km westlich von Inezgane in den Atlantik.

## Wirtschaft
Der Oued Souss ist von großer Bedeutung für die Trinkwasserversorgung Südmarokkos und für die Bewässerung der landwirtschaftlichen Flächen in der Souss-Ebene, die zu den ertragreichsten Anbaugebieten ganz Marokkos gehört.

## Geschichte
Die Geschichte der Besiedlung der Souss-Ebene durch ursprünglich nomadisierende Berbervölker reicht weit zurück. Erste schriftliche Zeugnisse stammen aus dem 11. Jahrhundert und befassen sich mit dem von den Arabern im 8. Jahrhundert importierten Zuckerrohranbau, der bis weit ins 18. und 19. Jahrhundert eines der wichtigsten Exportgüter Marokkos war, bis er durch den Rübenzucker in Europa Konkurrenz bekam und heute keine große Rolle mehr spielt. Danach wurden weite Flächen für den Getreide-, Gemüse- und Obstanbau genutzt.

## Naturschutzgebiet
Die etwa 60 km lange und etwa 5 km breite Küstenzone südlich der Mündung des Oued Souss ist seit dem Jahr 1991 als Nationalpark Souss Massa (Parc national de Souss-Massa) ausgewiesen.